# Agents of Mayhem
Agents of Mayhem est un jeu vidéo en monde ouvert, d'action-aventure développé et édité par Deep Silver Volition et distribué par Square Enix Amérique du Nord. Le jeu est sorti en août 2017 sur PlayStation 4, Xbox One et Windows. Les thèmes du jeu sont basés sur les dessins animés Saturday Morning et les films de super-héros. Ce jeu se déroule dans le même univers fictif que la série Saints Row et comprend plusieurs crossover de trames et de personnages.

## Vue d'ensemble du jeu
Ce jeu est un spin-off de la série Saints Row qui se déroule après la fin de Saints Row IV. Elle possède selon les développeurs un arc narratif plus mature et riche en rebondissements. Les personnages  sont dotés d'apparences très cartoons et colorées. L'intrigue du jeu tourne autour d'une organisation connue sous le nom de M.A.Y.H.E.M. (Multinational AgencY Hunting Evil Masterminds), fondée par Persephone Brimstone (un personnage vu pour la première fois dans l'extension de Saints Row IV). Elle est financée par Ultor Corporation (l'un des principaux antagonistes de Saints Row 2 mais aussi de la série Red Faction (fusionnant plus tard avec les Saints dans Saints Row: The Third). L'objectif de M.A.Y.H.E.M est d'arrêter l'organisation L.E.G.I.O.N. La trame du jeu se situe dans une version futuriste de Séoul.

## Système de jeu
Agents of Mayhem est un jeu en vue à la troisième personne qui se déroule dans une version futuriste de Séoul et surnommée « la ville de demain ». Le jeu comporte douze agents dont trois sont mis en disposition des joueurs pour accomplir les missions et explorer la ville. Parmi les agents, on trouve Fortune, une ancienne pirate aérienne colombienne ; Hardtack, un officier supérieur de l'United States Navy ; Hollywood, un acteur s'auto-proclamant « Le visage de Mayhem » ; Rama, une immunologiste indienne et Pierce Washington, qui après avoir conduit la L.E.G.I.O.N. à l'abri de Stilwater, a rejoint la M.A.Y.H.E.M. (sous le pseudonyme de Kingpin). Le reste des personnages jouables est : Yeti, Scheherazade, Oni, Braddock, Daisy, Red Card et Joule.
Chaque agent a son propre style de jeu et ses capacités. Par exemple, Hardtack utilise son fusil à pompe comme arme principale tandis que Hollywood utilise son fusil d'assaut. Le joueur accumule des points qui remplissent une jauge au fur et à mesure qu'il inflige des dégâts à l'ennemi. Lorsque la jauge est remplie, les joueurs peuvent utiliser les Mayhem abilities, qui sont des coups spéciaux dévastateurs que les joueurs ne peuvent cependant utiliser que rarement. Chaque personnage possède sa propre Mayhem ability. Par exemple, Fortune peut utiliser un drone pour paralyser les ennemis, tandis que Hollywood peut déclencher des explosions massives autour de sa victime. Les joueurs peuvent basculer entre les trois agents qu'ils ont choisi au début du jeu et essayer différentes combinaisons d'agents pour voir quel trio de personnages convient le mieux à leur style de jeu.
Les agents peuvent traverser le monde du jeu en voiture ou en faisant des triple jumps. En plus des missions principales de campagne, il y a également des missions qui débloquent de nouveaux agents une fois accomplies et des missions personnalisées, dont la trame inclut l'histoire et le passé des agents. Chaque agent possède sa propre personnalité. Au fur et à mesure que le joueur progresse, les agents gagneront des points d'expérience, de l'argent, des compétences spéciales, de nouveaux gadgets et des mods qui améliorent leur efficacité aux combats. Il existe également des options de customisation pour les agents et les armes incluses dans le jeu.

## Synopsis
À Séoul, le Doctor Babylon, Ministre de l'Orgueil de l'organisation L.E.G.I.O.N, veut partager en plusieurs parties l'attaque de la capitale sud-coréenne. Les chasseurs Nexus se joignent aux  agents de Mayhem pour sauver la Ville de Demain.

## Accueil
- Jeuxvideo.com : 10/20[8]

## Développement
Le développement du jeu a commencé peu de temps après la sortie de Saints Row IV. Le jeu est entré en pleine production après qu'une ébauche des concepts visuels des personnages eut été présentée a quelques privilégiés, recevant des avis positifs. Contrairement aux précédents opus de la série Saints Row qui n'ont qu'un protagoniste que le joueur peut incarner, Agents of Mayhem présente plusieurs personnages jouables. Le studio a fait ce choix à la suite de retours de fans. Une autre raison est que les développeurs ont souhaité une interaction plus intense entre le joueur et les personnages. Ils ont aussi pensé que le fait d'avoir plusieurs personnages dans ce genre de jeu et de pouvoir les incarner en mode offline serait un avantage pour le titre. Le style visuel du jeu a été inspiré par les dessins animées d'action des années 1980 comme G.I. Joe: Héros sans frontières ou Les Maîtres de l'Univers et des séries télévisées comme L'Agence tous risques.